# Plácky

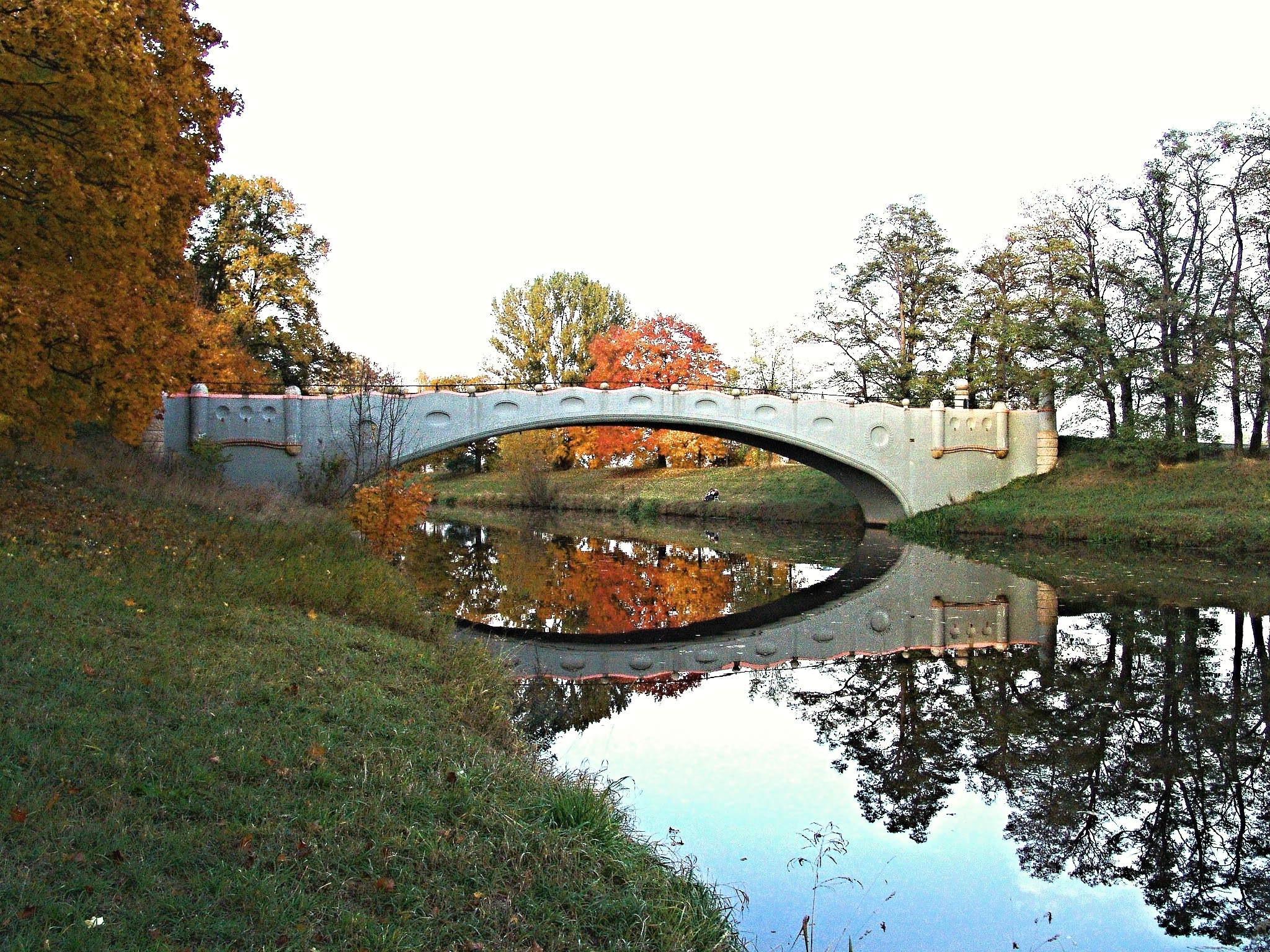
Elbbrücke Kameňák nach Věkoše

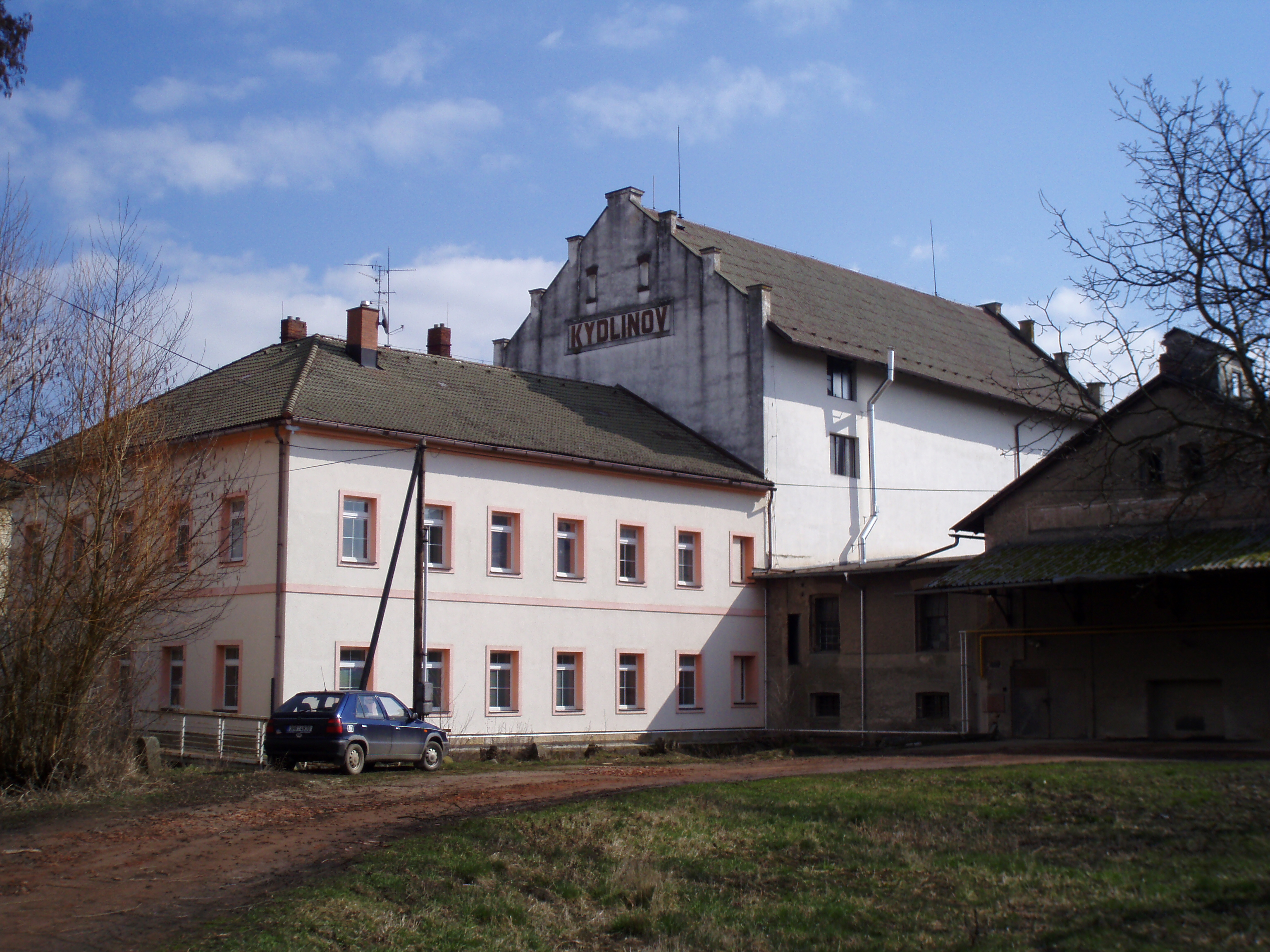
Mühlengut Kydlinov

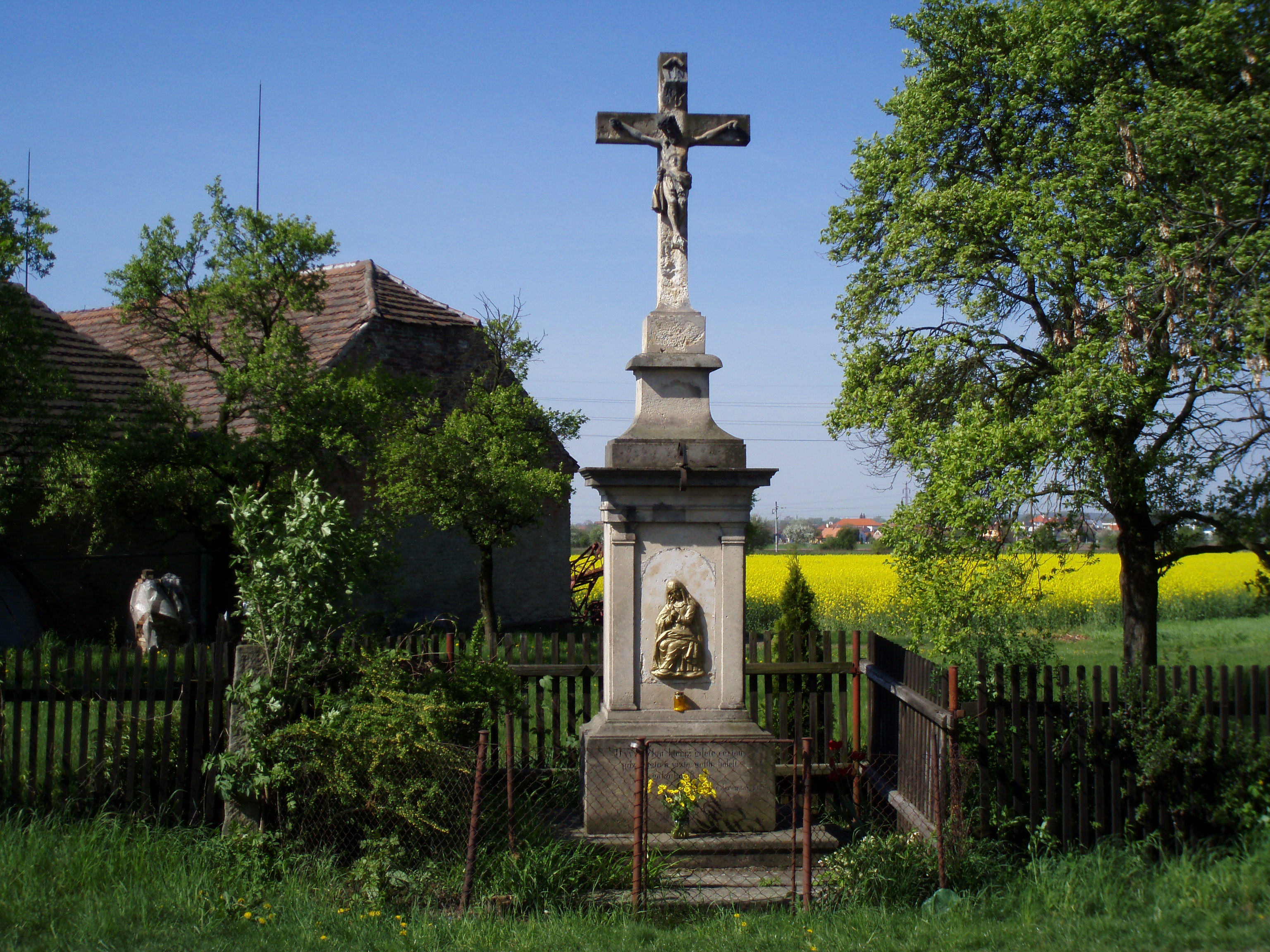
Wegkreuz

Plácky (deutsch Platzka, früher auch Platzky) ist ein Ortsteil der Stadt Hradec Králové in Tschechien. Er liegt zwei Kilometer nördlich des Stadtzentrums von Hradec Králové und gehört zum Okres Hradec Králové.

## Geographie
Plácky erstreckt sich rechtsseitig der Elbe zwischen dem Fluss und dem Elbgraben (Labský náhon) in der Východolabská tabule (Tafelland an der östlichen Elbe). Die westliche Gemarkungsgrenze bildet die Bahnstrecke Pardubice–Liberec; die südliche die Bahnstrecke Chlumec nad Cidlinou–Międzylesie. Nordöstlich liegt der Flugplatz Hradec Králové, südwestlich der Hauptbahnhof.
Nachbarorte sind Předměřice nad Labem, Kydlinov und Správčice im Norden, Rusek im Nordosten, Věkoše im Osten, Slezské Předměstí im Südosten, Pražské Předměstí im Süden, Svobodné Dvory im Südwesten sowie Plotiště nad Labem im Westen und Nordwesten.

## Geschichte
Die Wiesen zwischen den Elbarmen nördlich von Königgrätz blieben lange Zeit unbesiedelt und wurden von den Bewohnern von Plotiště als gemeinschaftliches Weideland genutzt. Im Jahre 1538 entstand in den Elbwiesen bei Plotiště die Wassermühle Kydlinov; der Müller Mikuláš Kydlín bewilligte der Stadtgemeinde Königgrätz die Wasserführung aus seinem bei Předměřice angelegten Graben nach dem Březhrader Teich. Die seinen Nachfolgern vertraglich auferlegte Abgabe einer ausreichenden Wassermenge auf die Březhrader Mühle führte zu Beginn des 19. Jahrhunderts zu langwierigen Streitigkeiten zwischen dem Eigentümer der Freimühle Kydlinov, Jan Střemcha, mit den Müllern in Valša, Temešvár und Březhrad, die diese Verpflichtung als nicht erfüllt ansahen.
Um 1750 wurden die ersten Chaluppen am Graben errichtet, die zu Plotiště gehörige kleine Siedlung wurde anfänglich mit Plotiště u Náhona bezeichnet. Der erste Nachweis des von Platz abgeleiteten Ortsnamens Platzky findet sich 1799 in der Pfarrchronik von Plotiště.
Im Jahre 1836 bestand das Dorf Platzky, auch Platzka, Placky bzw. Placka genannt, aus 27 Häusern mit 181 Einwohnern. Davon gehörten 16 Häuser zur k.k. Herrschaft Königgrätz, 11 Häuser mit 73 Einwohnern zur Stadt Königgrätz. Zum städtischen Anteil gehörte die Mühle mit Lederwalke. Pfarrort war Plotischt. Bis zur Mitte des 19. Jahrhunderts blieb das Dorf anteilig der k.k. Herrschaft Königgrätz bzw. der Stadt Königgrätz untertänig.
Nach der Aufhebung der Patrimonialherrschaften bildete Placky ab 1849 einen Ortsteil der Gemeinde Plotiště im Gerichtsbezirk Königgrätz. Ab 1868 gehörte das Dorf zum Bezirk Königgrätz. Im Jahre 1890 bestand Plácky bzw. Plácka einschließlich der Mühle Kydlinov aus 33 Häusern und hatte 391 Einwohner. 1910 begannen die Arbeiten zur Elbregulierung durch die Firma Kress & Bernard, Prag. In den Jahren 1911–1912 entstand die neue Straße nach Věkoše einschließlich der Elbbrücke Kameňák. Im Zuge der territorialen Erweiterung der Stadt Königgrätz war für 1918 die Eingemeindung von Plotiště nad Labem und Plácky vorgesehen; sie kam jedoch auf Grund der politischen Ereignisse nicht zustande.
Während der deutschen Besetzung wurde Plotiště nad Labem/Zaunfeld mit dem Ortsteil Plácky/Platzka am 1. April 1942 nach Königgrätz eingemeindet. Das Mühlengut Kydlinov wurde 1948 verstaatlicht und als Farm Kydlinov dem Staatsgut Hradec Králové zugeordnet. Am 17. Mai 1954 wurde Plácky zu einer eigenständigen Gemeinde im Okres Hradec Králové-okolí, im August desselben Jahres wurde die Freiwillige Feuerwehr gegründet. Seit der Gebietsreform von 1960 gehörte die Gemeinde zum Okres Hradec Králové. Am 26. November 1971 wurde Plácky erneut in die Stadt Hradec Králové eingemeindet. Am 3. März 1991 hatte der Ort 1123 Einwohner; beim Zensus von 2001 lebten in den 307 Wohnhäusern von Plácky 1072 Personen.

## Ortsgliederung
Der Ortsteil Plácky besteht aus den Grundsiedlungseinheiten Plácky und Za tratí. Zu Plácky gehört zudem die Einschicht Kydlinov.
Der Ortsteil bildet einen Katastralbezirk.

## Sehenswürdigkeiten
- Straßenbrücke Kameňák über die Elbe zwischen Plácky und Věkoše, sie wurde in den Jahren 1911–1912 nach Plänen des Wasserbauarchitekten František Sander von der Baufirma František Jirásek aus Hradec Králové für 57.000 Kronen errichtet. Der Jugendstilbau ist als Technisches Denkmal unter Schutz gestellt[6] und wurde zwischen 1998 und 1999 für 7 Mio. Kronen generalsaniert.
- Mühlengut Kydlinov, es entstand 1538 und befindet sich seit 1992 wieder im Privatbesitz
- Statue des hl. Johannes von Nepomuk in Kydlinov
- Steinernes Kreuz in Plácky